# Marokkanische Davis-Cup-Mannschaft
Die marokkanische Davis-Cup-Mannschaft ist die Herren-Tennisnationalmannschaft Marokkos. 

## Geschichte
Seit 1961 nimmt Marokko am Davis Cup teil und spielte drei Jahre in der Weltgruppe. Bei allen drei Teilnahmen schied die Mannschaft jedoch bereits in der ersten Runde aus. Erfolgreichster Spieler ist Karim Alami mit 32 Siegen, Rekordspieler ist Younes El Aynaoui mit 22 Teilnahmen innerhalb von 14 Jahren.